# Jelena Karleuša
Jelena Karleuša, född 17 augusti 1978, är en serbisk artist (sångerska). Hon gifte sig för andra gången den 28 juni 2008 med fotbollsspelaren Duško Tosić (då i tyska Werder Bremen).

## Diskografi
- Ogledalce (1995)
- Zenite se momci (1996)
- Vestice, vile (1997)
- Jelena (1998)
- Gili, gili (1999)
- Za svoje godine (2001)
- Samo za tvoje oci (2002)
- Magija (2005)
- JK Revolution (2008)
- The Diamond Collection (2009)
- Diva (2012)